# Pierwiosnek bezłodygowy

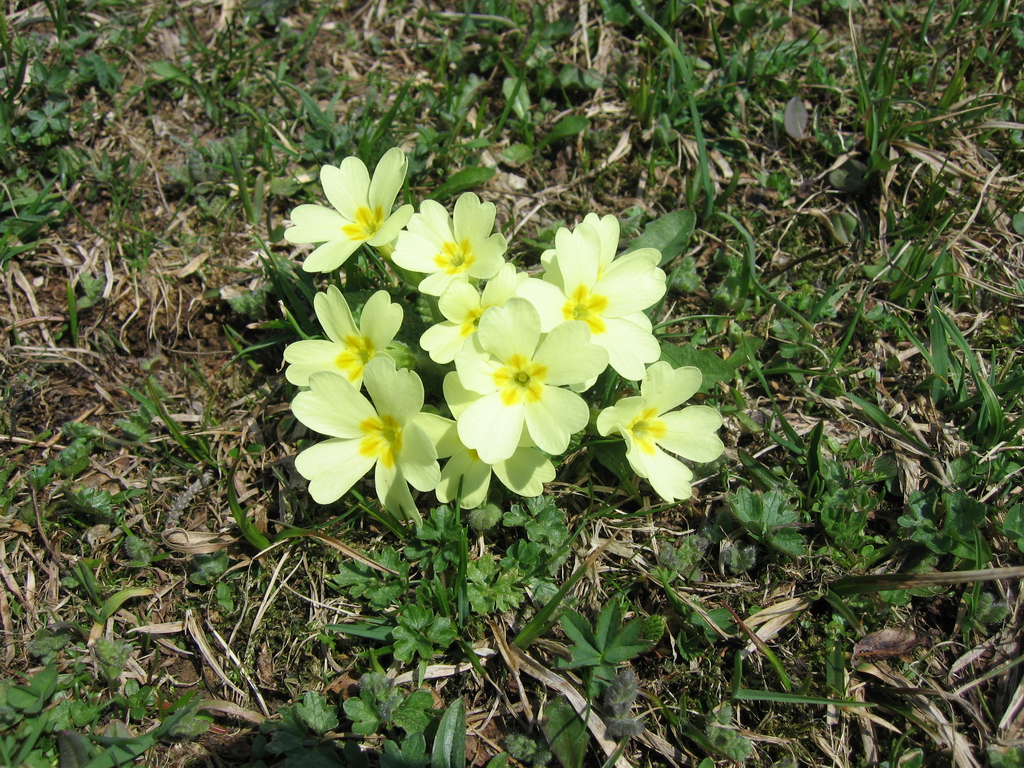
Dziko rosnąca forma typowa

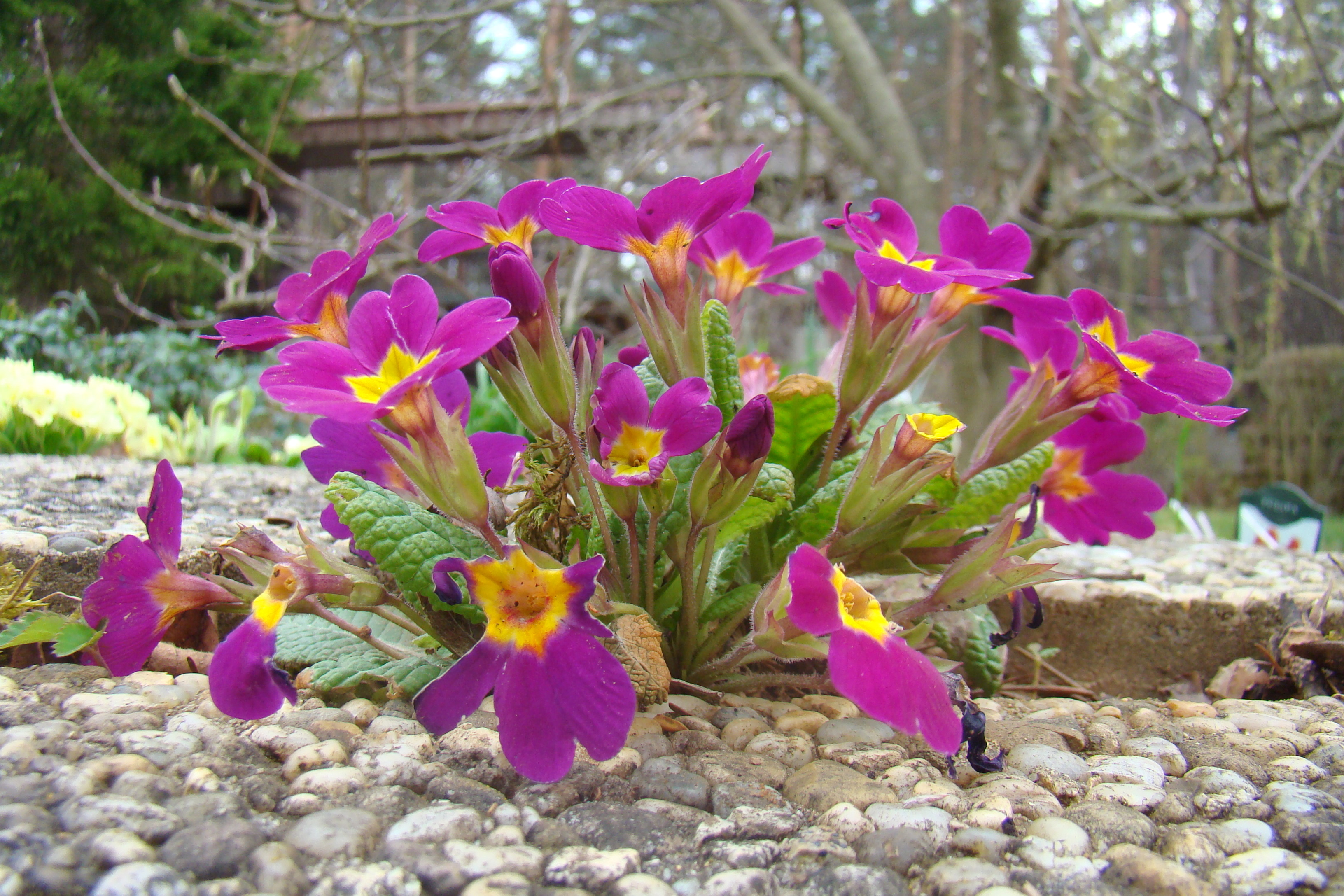
Odmiana ogrodowa

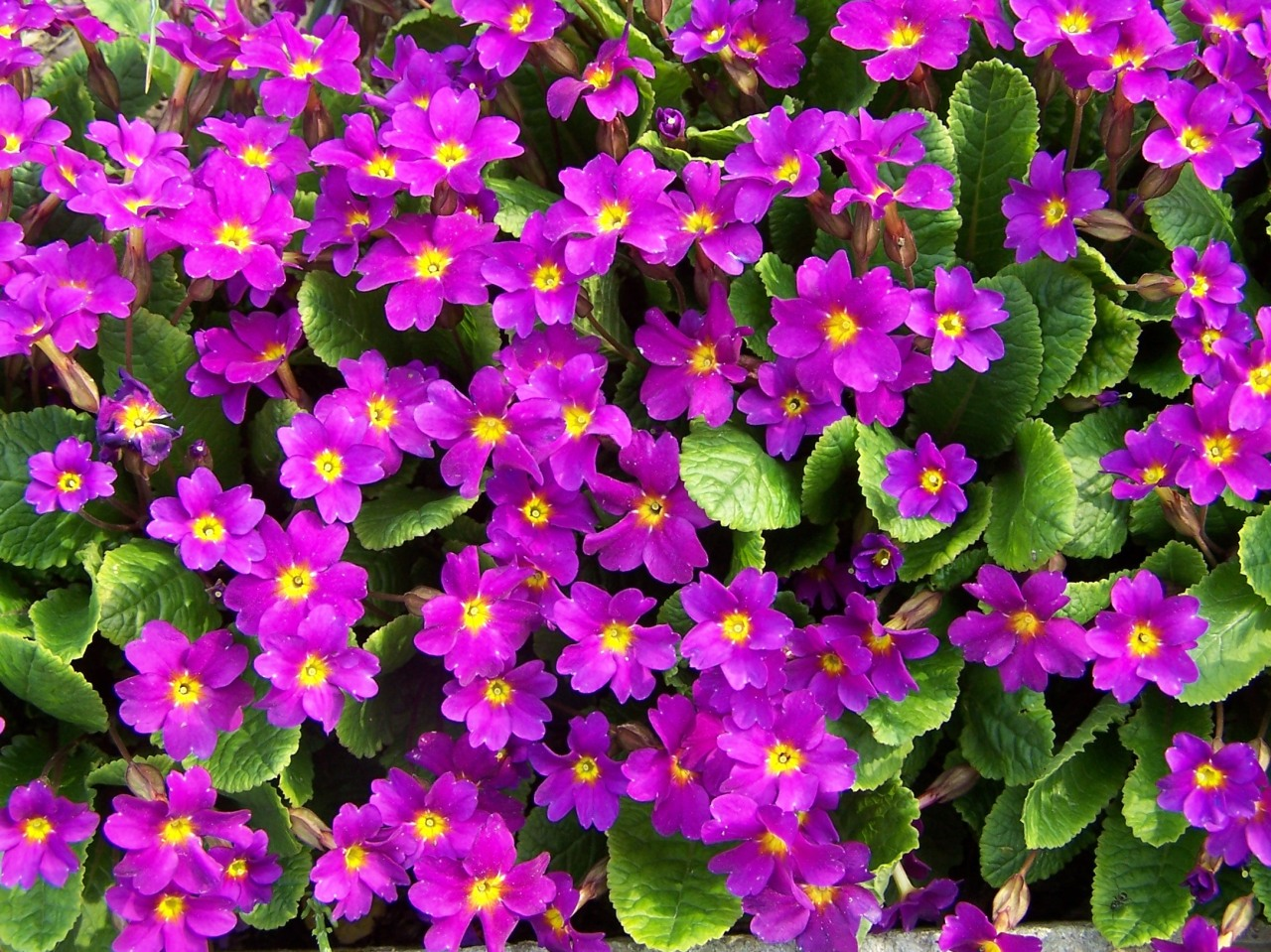
Odmiana ogrodowa

Pierwiosnek bezłodygowy, pierwiosnka bezłodygowa (Primula vulgaris Huds.) – gatunek rośliny należący do rodziny pierwiosnkowatych (Primulaceae). Występuje w stanie dzikim od zachodniej i południowej Europy po północną Afrykę, Krym i Azję Mniejszą. W Polsce w stanie dzikim uznany za wymarły, często natomiast uprawiany w ogrodach i przejściowo dziczejący.

## Morfologia
PokrójWysokość do 10 cm. Roślina nie wytwarza rozłogów. Charakterystyczną cechą jest brak łodygi.
LiściePodługowate, klinowato zwężone w krótki, oskrzydlony ogonek, nieregularnie ząbkowane, spodem miękko owłosione, pomarszczone. Mają długość 5–20 cm, na brzegach mają długie rzęski i są owłosione na nerwach spodniej strony blaszki.
KwiatyWyrastają na szypułkach o długości do 10 cm i zebrane są w odziomkowy baldaszek. Kielich o długości do 17 mm (u typowej formy) jest zielonożółty, ma 5 zaostrzonych i wciętych niemal do połowy łatek o ostrych, oskrzydlonych krawędziach. Korona 5-płatkowa, siarkowożółta o płatkach odwrotnie jajowatych, talerzykowato rozpostartych i nieco wyciętych na szczycie. W gardzieli korony znajdują się ciemniejsze plamy. Wewnątrz korony 1 słupek i 5 pręcików. U odmian ogrodowych kwiaty różnobarwne
OwocOtwierająca się ząbkami na szczycie jajowata torebka krótsza od kielicha. Nasiona o długości ok. 2,5 mm.

## Biologia i ekologia
RozwójBylina, hemikryptofit. Kwitnie w marcu i kwietniu. W kwiatach występuje Różnosłupkowość, celem której jest zapobieganie samopylności. Zarówno w warunkach naturalnych, jak i w uprawie częściej występują kwiaty o długich słupkach, które są bardziej odporne na samozapylenie. Roślina owadopylna, zapylana przez motyle, pszczołowate i drobne owady. Nasiona posiadają elajosom, dojrzewają w czerwcu i rozsiewane są przez mrówki. Obserwacje wykazały, że mrówki przenoszą je na odległość do 4 m. Roślina rozmnaża się także wegetatywnie przez tworzenie bocznych rozetek – nawet w liczbie kilkunastu przy jednym okazie.
Siedliskołąki, świetliste zarośla, lasy.
FitosocjologiaGatunek charakterystyczny dla klasy (Cl.) Molinio-Arrhenatheretea. Liczba chromosomów 2n= 22.
GenetykaLiczba chromosomów 2n = 22. Tworzy mieszance z pierwiosnkiem wyniosłym i pierwiosnkiem lekarskim.

## Zagrożenia i ochrona
Roślina objęta w Polsce ścisłą ochroną gatunkową. Informacje o stopniu zagrożenia na podstawie:
- Polskiej Czerwonej Księgi Roślin (2001)[11] – gatunek wymarły (kategoria zagrożenia EX); 2014: EW (wymarły w warunkach naturalnych)[12]. Obecnie został reintrodukowany w okolicach Łańcuchowa na Lubelszczyźnie.
- Czerwonej listy roślin i grzybów Polski (2006)[13] – gatunek wymierający, krytycznie zagrożony (kategoria zagrożenia E); 2016: REW (wymarły w stanie dzikim na obszarze Polski)[14].

## Zastosowanie
Roślina ozdobna do ogródków i na rabaty. Wytworzono wiele odmian i mieszańców o różnobarwnych kwiatach. Występują także odmiany o kwiatach pełnych. W uprawie ogrodowej oprócz typowego gatunku znajdują się także mieszańce z pierwiosnkiem lekarskim (P ×brevistyla DC.), p. wyniosłym (P. ×digenea Kerner) i p. gruzińskim.

## Uprawa
Najlepsze jest stanowisko półcieniste i próchniczna gleba. Na zimę wskazane jest lekkie okrycie (np. gałązkami drzew iglastych). Co kilka lat należy zagęszczoną bryłę korzeniową rozrywać i rozsadzać na nowo roślinę. Wówczas można go rozmnażać przez podział rozrośniętych kęp. Można też rozmnażać przez nasiona.